# مدهوكة
المدهوكة (الاسم العلمي: Madhuca) هي جنس من النباتات يتبع الفصيلة السبوتية من رتبة الخلنجيات. يضم هذا الجنس 115 نوعاً من النباتات.